# Aricanduva (distrito de São Paulo)
Aricanduva es un distrito ubicado en la zona sudeste de la ciudad de Sao Paulo, Brasil. Administrativamente pertenece a la subprefectura de Aricanduva.
El barrio fue urbanizado a partir de los años 1940 sobre una gran hacienda de Luis Americano quien las cedió al gobierno durante la administración de Ademar de Barros quien creó una empresa estatal llamada Aricanduva. La apertura del tramo oriental de la Radial Leste acercó el barrio al centro de la ciudad y, en 1976, la construcción de la Avenida Aricanduva sobre el cauce del arroyo del mismo nombre impulsó el desarrollo continuado del distrito.
Con las recientes ampliaciones del Centro Comercial Leste Aricanduva, que llegó a ser el mayor centro comercial de América Latina en superficie construida, y los nuevos lanzamientos inmobiliarios, las viviendas de la región se han revalorizado y el metro cuadrado alcanzó en 2018 un valor medio de 6.980,00 reales, mientras que la renta per cápita media del distrito -en 2017- fue de 3.828,40 reales, según el Mapa de la Desigualdad publicado por la Rede Nossa São Paulo.

## Distritos limítrofes
- Vila Matilde (norte).
- Vila Formosa y Carrão (oeste)
- Sapopemba (sur).
- Cidade Líder y São Mateus (este)